# Moving Waves
Moving Waves (também conhecido pelo título de Focus II) é o segundo álbum lançado pela banda neerlandesa Focus, no ano de 1971.  Ele inclui o hit "Hocus Pocus", canção que conta com um vocal em falsete à tirolesa e operístico de Thijs van Leer combinado com a guitarra de Jan Akkerman. Apesar do som do álbum ser altamente experimental para a época, ele fez um grande sucesso alcançando a posição número 9 no Dutch Top 40 e mais tarde se tornando popular nos Estados Unidos, com a canção "Hocus Pocus" alcançando a posição número 9 na Billboard Hot 100, e a 2ª posição na UK Albums Chart.
O álbum também conta com "Eruption", uma adaptação de 23 minutos da ópera Eurídice de Jacopo Peri, que conta a história de Orfeu e Eurídice.
Na edição especial clássica Pink Floyd & The Story of Prog Rock das revistas Q & Mojo, o álbum constou na posição 24 na lista de "40 álbuns de Cosmic Rock".

## Faixas
(lançamente em CD pela EMI de 1988)
1. "Hocus Pocus" (Thijs van Leer, Jan Akkerman) – 6:42
2. "Le Clochard" (Akkerman) – 2:01
3. "Janis" (Akkerman) – 3:09
4. "Moving Waves" (van Leer, Inayat Khan) – 2:42
5. "Focus II" (van Leer) – 4:03
6. "Eruption:" - 23:04
  1. "Orfeus" (van Leer) – 1:22
  2. "Answer" (van Leer) – 1:35
  3. "Orfeus" (van Leer) – 1:20
  4. "Answer" (van Leer) – 0:52
  5. "Pupilla" (van Leer) – 1:03
  6. "Tommy" (Tom Barlage) – 1:45
  7. "Pupilla" (van Leer) – 0:34
  8. "Answer" (van Leer) – 0:21
  9. "The Bridge" (Akkerman) – 5:20
  10. "Break" – 0:24
  11. "Euridice" (van Leer, Eelke Nobel) – 1:40
  12. "Dayglow" (van Leer) – 2:09
  13. "Endless Road" (Pierre van der Linden) – 1:36
  14. "Answer" (van Leer) – 0:34
  15. "Orfeus" (van Leer) – 0:51
  16. "Euridice" (van Leer, Nobel) – 1:37

## Músicos
- Thijs van Leer – teclados, flauta transversal, vocais
- Jan Akkerman – guitarra, baixo
- Cyriel Havermans (Cyril Havermans) – baixo, voz (em "Pupilla")
- Pierre van der Linden – bateria, percussão